# Terametro
Un terametro (Tm) è un'unità di misura SI di lunghezza.

## Corrispondenze
Un terametro equivale a:
- 1 000 000 000 000 000 000 000 nm (nanometri)
- 1 000 000 000 000 000 000 µm (micrometri)
- 1 000 000 000 000 000 mm (millimetri)
- 100 000 000 000 000 cm (centimetri)
- 10 000 000 000 000 dm (decimetri)
- 1 000 000 000 000 m (metri)
- 100 000 000 000 dam (decametri)
- 10 000 000 000 hm (ettometri)
- 1 000 000 000 km (kilometri)
- 1 000 000 Mm (megametri)
- 1 000 Gm (gigametri)
- 0,001 Pm (petametri)
- 0,000001 Em (exametri)

## Esempi
Per avere un'idea dell'ordine di grandezza di questa lunghezza, si consideri che il diametro del Sistema Solare è di circa 30 Tm. Un anno luce è pari a circa 9 461 Tm, mentre la distanza dal Sole della stella più vicina (Proxima Centauri) misura approssimativamente 39 736 Tm.